# Academisch ziekenhuis Turku
Academisch ziekenhuis Turku (Fins: Turun yliopistollinen keskussairaala (TYKS), Zweeds: Åbo universitetscentralsjukhus (ÅUCS)) is een universitair ziekenhuis in Turku in Finland.